# Emilio de Fabris
Emilio de Fabris (28. oktober 1808 i Firenze – 28. juni 1883) var en italiensk arkitekt.
De Fabris var professor ved Kunstakademiet i Firenze, og efter at han havde sejret i konkurrencen om facaden til domkirken, blev dette store arbejde overdraget ham 1868, men dog således, at han måtte omarbejde sit udkast, som derved nærmedes til Vilhelm Petersens løsning. De Fabris døde før fuldendelsen af sit hovedværk.